# 쇼다 고조
쇼다 고조(일본어: 正田 耕三, 1962년 1월 2일 ~ )는 일본의 전 야구 선수이다.

## 선수 시절

### 아마추어 시절
와카야마현 출신으로 고교 졸업 후 사회인 야구팀인 신일본제철 히로하타 경식 야구부에서 활약해 1984년 로스앤젤레스 올림픽 일본 대표팀에 출전, 팀의 금메달 획득에 기여했다.

### 히로시마 도요 카프시절
1984년 드래프트 2위로 히로시마 도요 카프에 입단하여 2루수로 수비 보직을 배정받은 후 1987년에 시즌 최고 타율인 3할 3푼 3리를 기록해 타격왕 타이틀을 석권했으며, 이듬해인 1988년에 3할 4푼의 시즌 최고 타율을 기록하며 2년 연속 타격왕 타이틀을 차지했다.
1989년 34도루를 기록해 데뷔 후 처음으로 도루왕에 등극했고, 1988년과 1989년에 2년 연속 베스트 나인에 선정됐으며, 1987년부터 1991년에는 5년 연속 골든 글러브상을 수상했다. 통산 1546안타, 146도루, 2할대 타율, 44홈런을 기록했다.

## 야구선수 은퇴 후
이듬해인 1999년에는 히로시마 도요 카프에서 타격 코치로 활동했다. 2000년 ~ 2004년에는 오사카 긴테쓰 버펄로스의 수비 주루·타격 코치로 활동했고, 2005년부터 3년간 한신 타이거스의 타격 코치로 활동했다.
2008년에는 야구 해설가로 활동했고, 같은 해 가을에는 KBO 리그인 SK 와이번스의 추계 캠프에 임시 코치로 참가했으며, 이듬해인 2009년부터는 SK 와이번스의 2군 코치로 활동했다. 이후 1군으로 승격하여 코치로 활동하다가 2009년 시즌 후 오릭스 버펄로스 타격코치로 활동했다.
그러나 2011년 8월 26일의 지바 롯데 마린스전 종료 후 팀의 타격 침체에 대한 책임을 지고 사임했다. 2015년에는 한화 이글스의 타격코치로 활동했고, 2017년부터 KIA 타이거즈의 타격코치로 활동했으며 정민철 전 한화 투수가 본인(쇼다)의 두 번째 코치 팀이었던 긴테쓰 스카우트 제의를 받기도 했다. 그리고 KIA 타이거즈의 우승에 기여했다.

## 상세 정보

### 출신 학교
- 와카야마 시립 상업고등학교

### 선수 경력
사회인 시대
- 신일본제철 히로하타

프로팀 경력
- 히로시마 도요 카프(1985년 ~ 1998년)

국가 대표 경력
- 1984년 로스앤젤레스 올림픽 일본 국가대표

### 수상·타이틀
- 수위 타자 2회(1987년, 1988년)
- 도루왕 1회(1989년)

#### 수상
- 베스트 나인 2회(1988년, 1989년)
- 골든 글러브상 5회(1987년 ~ 1991년)
- 월간 MVP 1회(1993년 4월)
- 올스타전 MVP 1회(1988년 3차전)

#### 국제 대회
- 1984년 로스앤젤레스 올림픽 금메달

### 개인 기록

#### 첫 기록
- 첫 출장 : 1985년 5월 22일, 대 한신 타이거스 6차전(한신 고시엔 구장)
- 첫 안타 : 1985년 5월 26일, 대 요미우리 자이언츠 6차전(히로시마 시민 구장)
- 첫 홈런 : 1986년 5월 22일, 대 주니치 드래건스 7차전(이시카와 현립 야구장)

#### 기록 달성 경력
- 통산 1000안타 : 1994년 4월 10일, 대 요미우리 자이언츠 전(도쿄 돔)
- 통산 1000경기 출장 : 1994년 5월 22일, 대 요코하마 베이스타스 전(후쿠이 현영 구장)
- 통산 250 희생타 : 1997년 5월 30일, 대 요코하마 베이스타스 전(히로시마 시민 구장)
- 통산 1500경기 출장 : 1998년 6월 17일, 대 야쿠르트 스왈로스 전(메이지 진구 야구장)
- 통산 1500안타 : 1998년 7월 10일, 대 야쿠르트 스왈로스 전(히로시마 시민 구장)

#### 기타
- 올스타전 출장 : 5회(1987년 ~ 1990년, 1993년)
- 1경기 6도루(프로 야구 타이 기록) : 1989년 10월 15일, 대 주니치 드래건스 전(히로시마 시민 구장)

### 등번호
- '4' (1985년 ~ 1998년)
- '78' (1999년 ~ 2004년)
- '87' (2005년 ~ 2007년, 2010년 ~ 2011년)
- '88' (2009년)

### 연도별 타격 성적
| 연 도       | 소 속       | 경 기 | 타 석 | 타 수 | 득 점 | 안 타 | 2 루 타 | 3 루 타 | 홈 런 | 루 타 | 타 점 | 도 루 | 도 루 자 | 희 생 번 | 희 생 플 | 볼 넷 | 고 4 | 사 구 | 삼 진 | 병 살 타 | 타 율 | 출 루 율 | 장 타 율 | O P S |
| ----------- | ----------- | ----- | ----- | ----- | ----- | ----- | ------- | ------- | ----- | ----- | ----- | ----- | -------- | -------- | -------- | ----- | ---- | ----- | ----- | -------- | ----- | -------- | -------- | ----- |
| 1985년      | 히로시마    | 57    | 68    | 50    | 8     | 9     | 1       | 0       | 0     | 10    | 0     | 5     | 3        | 6        | 0        | 11    | 0    | 1     | 11    | 1        | .180  | .339     | .200     | .539  |
| 1986년      | 히로시마    | 90    | 244   | 219   | 28    | 63    | 8       | 1       | 1     | 76    | 11    | 10    | 7        | 8        | 0        | 14    | 0    | 3     | 24    | 5        | .288  | .339     | .347     | .686  |
| 1987년      | 히로시마    | 123   | 458   | 393   | 55    | 131   | 20      | 4       | 0     | 159   | 26    | 30    | 11       | 29       | 1        | 24    | 0    | 11    | 35    | 6        | .333  | .387     | .405     | .792  |
| 1988년      | 히로시마    | 104   | 436   | 394   | 49    | 134   | 8       | 7       | 3     | 165   | 23    | 16    | 12       | 7        | 2        | 29    | 1    | 4     | 37    | 3        | .340  | .389     | .419     | .808  |
| 1989년      | 히로시마    | 128   | 578   | 498   | 74    | 161   | 19      | 7       | 1     | 197   | 25    | 34    | 18       | 23       | 3        | 50    | 1    | 4     | 58    | 11       | .323  | .387     | .396     | .783  |
| 1990년      | 히로시마    | 124   | 522   | 462   | 48    | 139   | 18      | 6       | 3     | 178   | 39    | 9     | 11       | 17       | 3        | 36    | 1    | 4     | 50    | 6        | .301  | .354     | .385     | .740  |
| 1991년      | 히로시마    | 132   | 555   | 481   | 66    | 140   | 17      | 5       | 8     | 191   | 52    | 9     | 12       | 21       | 6        | 45    | 2    | 2     | 35    | 8        | .291  | .350     | .397     | .747  |
| 1992년      | 히로시마    | 89    | 409   | 359   | 49    | 108   | 21      | 1       | 4     | 143   | 33    | 15    | 7        | 10       | 2        | 37    | 3    | 1     | 29    | 5        | .301  | .366     | .398     | .764  |
| 1993년      | 히로시마    | 121   | 512   | 443   | 60    | 114   | 13      | 0       | 7     | 148   | 24    | 4     | 6        | 30       | 1        | 36    | 0    | 2     | 48    | 5        | .257  | .315     | .334     | .649  |
| 1994년      | 히로시마    | 122   | 526   | 464   | 55    | 130   | 6       | 0       | 5     | 151   | 34    | 3     | 3        | 24       | 2        | 35    | 1    | 1     | 31    | 5        | .280  | .331     | .325     | .656  |
| 1995년      | 히로시마    | 124   | 537   | 449   | 62    | 123   | 17      | 2       | 3     | 153   | 38    | 7     | 4        | 29       | 3        | 54    | 1    | 2     | 56    | 6        | .274  | .352     | .341     | .693  |
| 1996년      | 히로시마    | 124   | 556   | 480   | 50    | 113   | 13      | 0       | 2     | 132   | 35    | 4     | 1        | 41       | 2        | 30    | 0    | 3     | 50    | 7        | .235  | .283     | .275     | .558  |
| 1997년      | 히로시마    | 117   | 366   | 324   | 34    | 78    | 11      | 2       | 6     | 111   | 34    | 0     | 2        | 21       | 1        | 19    | 0    | 0     | 29    | 8        | .241  | .282     | .343     | .625  |
| 1998년      | 히로시마    | 110   | 425   | 376   | 44    | 103   | 9       | 0       | 1     | 115   | 17    | 0     | 0        | 16       | 1        | 31    | 0    | 1     | 35    | 5        | .274  | .330     | .306     | .636  |
| 통산 : 14년 | 통산 : 14년 | 1565  | 6192  | 5392  | 682   | 1546  | 181     | 35      | 44    | 1929  | 391   | 146   | 97       | 282      | 27       | 451   | 10   | 39    | 528   | 81       | .287  | .345     | .358     | .702  |

- 굵은 글씨는 시즌 최고 성적.